# Shade Empire
A Shade Empire finn szimfonikus black/melodikus death/industrial metal együttes, 1999-ben alakult Kuopio-ban. 
A zenekar 2006-os albuma a 25. helyet szerezte meg a finn slágerlistán, ahol egy hétig szerepelt.

## Tagok
- Henry Hamalainen - ének (2017-)
- Juha Sirkkia - gitár (2000-)
- Olli Savolainen - szintetizátor (2000-)
- Eero Mantere - basszusgitár (1999-)
- Erno Rasanen - dob (2006-)
- Aapeli Kivimaki - gitár (2013-)

## Korábbi tagok
- Tero Liimatainen - gitár (1999-2000)
- Antti Makkonen - dob (1999-2006)
- Janne Niiranen - gitár (1999-2013)
- Juha Harju - ének (2000-2017)

## Diszkográfia
- Sinthetic (2004)
- Intoxicate O.S. (2006)
- Zero Nexus (2008)
- Omega Arcane (2013)
- Poetry of the Ill-Minded (2017)
- Sunholy (2023)

## Egyéb kiadványok
EP-k, kislemezek
- Slitwrist Ecstasy (2006)
- Anti-Life Saviour (2017)

Demók
- Throne of Eternal Night (2000)
- Daemon (2001)
- Essence of Pain (2002)